# Ligue 1 2021–22
Ligue 1 mùa 2021–2022 (hay còn gọi là Ligue 1 Uber Eats với lý do tài trợ) là một giải đấu do Hiệp hội bóng đá Pháp tổ chức. Giải đấu 2021–2022 là mùa giải thứ 84 kể từ khi thành lập, bắt đầu vào ngày 6 tháng 8 năm 2021 và sẽ kết thúc vào ngày 21 tháng 5 năm 2022. Lịch thi đấu của giải đấu được công bố vào ngày 25 tháng 6 năm 2021. Lille hiện đang là nhà đương kim vô địch.

## Các đội
Tổng cộng có 20 đội sẽ tham gia Ligue 1 mùa 2021-2022.

### Các thay đổi
Hai tân binh của mùa giải này là AC Troyes (thăng hạng sau 3 năm vắng bóng) và Clermont Foot (lên Ligue 1 lần đầu tiên) được thăng hạng từ Ligue 2 2020–21. Hai câu lạc bộ xuống hạng là Dijon FCO (xuống hạng sau 5 năm ở hạng cao nhất) và Nîmes Olympique (xuống hạng sau 3 năm ở hạng cao nhất) xuống hạng tại Ligue 2 2021–22.

### Sân vận động và địa điểm
| Câu lạc bộ          | Địa điểm            | Sân vận động                        | Sức chứa | Mùa 2020-2021    |
| ------------------- | ------------------- | ----------------------------------- | -------- | ---------------- |
| Angers              | Angers              | Stade Raymond Kopa                  | 18.752   | Hạng 13          |
| Bordeaux            | Bordeaux            | Matmut Atlantique                   | 42.115   | Hạng 12          |
| Brest               | Brest               | Stade Francis-Le Blé                | 15.931   | Hạng 17          |
| Clermont            | Clermont-Ferrand    | Stade Gabriel Montpied              | 11.980   | Ligue 2 - Hạng 2 |
| Lens                | Lens                | Sân vận động Bollaert-Delelis       | 37.705   | Hạng 7           |
| Lille               | Villeneuve-d'Ascq   | Sân vận động Pierre-Mauroy          | 50.186   | Vô địch          |
| Lorient             | Lorient             | Stade du Moustoir                   | 18.890   | Hạng 16          |
| Lyon                | Décines-Charpieu    | Sân vận động Groupama               | 59.186   | Thứ 4            |
| Marseille           | Marseille           | Orange Vélodrome                    | 67.394   | Thứ 5            |
| Metz                | Longeville-lès-Metz | Sân vận động Saint-Symphorien       | 25.636   | Hạng 10          |
| Monaco              | Monaco              | Sân vận động Louis II               | 18.523   | Thứ 3            |
| Montpellier         | Montpellier         | Stade de la Mosson                  | 32.900   | Hạng 8           |
| Nantes              | Nantes              | Stade de la Beaujoire               | 35.322   | Hạng 18          |
| Nice                | Nice                | Allianz Riviera                     | 35.624   | Thứ 9            |
| Paris Saint-Germain | Paris               | Sân vận động Công viên các Hoàng tử | 48.583   | Thứ 2            |
| Reims               | Reims               | Sân vận động Auguste-Delaune        | 21.684   | Thứ 14           |
| Rennes              | Rennes              | Roazhon Park                        | 29.778   | Hạng 6           |
| Saint-Étienne       | Saint-Étienne       | Stade Geoffroy-Guichard             | 41.965   | Hạng 11          |
| Strasbourg          | Strasbourg          | Sân vận động Meinau                 | 29.230   | Thứ 15           |
| Troyes              | Troyes              | Stade de l'Aube                     | 21684    | Ligue 2 - Hạng 1 |

### Nhân sự và đồng phục
| Đội                 | Huấn luyện viên      | Đội trưởng         | Nhà sản xuất áo đấu | Nhà tài trợ chính                          |
| ------------------- | -------------------- | ------------------ | ------------------- | ------------------------------------------ |
| Angers              | Gérald Baticle       | Ismaël Traoré      | Kappa               | Scania (H), Le Gaulois (A & 3)             |
| Bordeaux            | Vladimir Petkovic    | Laurent Koscielny  | Adidas              | Bistro Régent                              |
| Brest               | Michel Der Zakarian  | Jean-Kévin Duverne | Adidas              | Quéguiner (H), Yaourts Malo (A)            |
| Clermont            | Pascal Gastien       | Jonathan Iglesias  | Patrick             | Crédit Mutuel                              |
| Lens                | Franck Haise         | Yannick Cahuzac    | Puma                | Auchan                                     |
| Lille               | Jocelyn Gourvennec   | José Fonte         | New Balance         | Boulanger                                  |
| Lorient             | Christophe Pélissier | Fabien Lemoine     | Kappa               | Jean Floc'h                                |
| Lyon                | Peter Bosz           | Léo Dubois         | Adidas              | Emirates, Veolia (UEFA matches only)       |
| Marseille           | Jorge Sampaoli       | Steve Mandanda     | Puma                | Uber Eats, Iqoniq (sleeve)                 |
| Metz                | Frédéric Antonetti   | Dylan Bronn        | Kappa               | Car Avenue & MOSL (H), MOSL (A)            |
| Monaco              | Niko Kovač           | Wissam Ben Yedder  | Kappa               | Fedcom                                     |
| Montpellier         | Olivier Dall'Oglio   | Andy Delort        | Nike                | Groupe Marty                               |
| Nantes              | Antoine Kombouaré    | Alban Lafont       | Macron              | Synergie                                   |
| Nice                | Christophe Galtier   | Dante              | Macron              | Ineos                                      |
| Paris Saint-Germain | Mauricio Pochettino  | Marquinhos         | Nike                | Accor, QNB Group (sleeve), Ooredoo (back)  |
| Reims               | Óscar García         | Yunis Abdelhamid   | Umbro               | Maisons France Confort (H), Hexaom (A & 3) |
| Rennes              | Bruno Génésio        | Hamari Traoré      | Puma                | Samsic                                     |
| Saint-Étienne       | Claude Puel          | Mahdi Camara       | Le Coq Sportif      | Aesio                                      |
| Strasbourg          | Julien Stéphan       | Dimitri Liénard    | Adidas              | ÉS Énergies (H), Winamax (A)               |
| Troyes              | Laurent Batlles      | Jimmy Giraudon     | Le Coq Sportif      | Babeau Seguin                              |

## Bảng xếp hạng
| VT | Đội                 | ST | T  | H  | B  | BT | BB | HS  | Đ  | Giành quyền tham dự hoặc xuống hạng  |
| -- | ------------------- | -- | -- | -- | -- | -- | -- | --- | -- | ------------------------------------ |
| 1  | Paris Saint-Germain | 38 | 26 | 8  | 4  | 90 | 36 | +54 | 86 | Vào vòng bảng Champions League       |
| 2  | Marseille           | 38 | 21 | 8  | 9  | 63 | 38 | +25 | 71 | Vào vòng bảng Champions League       |
| 3  | Monaco              | 38 | 20 | 9  | 9  | 65 | 40 | +25 | 69 | Vào vòng loại thứ 3 Champions League |
| 4  | Rennes              | 38 | 20 | 6  | 12 | 82 | 40 | +42 | 66 | Vào vòng bảng Europa League          |
| 5  | Nice                | 38 | 20 | 7  | 11 | 52 | 36 | +16 | 66 | Vào vòng play off Conference League  |
| 6  | Strasbourg          | 38 | 17 | 12 | 9  | 60 | 43 | +17 | 63 |                                      |
| 7  | Lens                | 38 | 17 | 11 | 10 | 62 | 48 | +14 | 62 |                                      |
| 8  | Lyon                | 38 | 17 | 11 | 10 | 66 | 51 | +15 | 61 |                                      |
| 9  | Nantes              | 38 | 15 | 10 | 13 | 55 | 48 | +7  | 55 | Vào vòng bảng Europa League          |
| 10 | Lille               | 38 | 14 | 13 | 11 | 48 | 48 | 0   | 55 |                                      |
| 11 | Brest               | 38 | 13 | 9  | 16 | 49 | 57 | −8  | 48 |                                      |
| 12 | Reims               | 38 | 11 | 13 | 14 | 43 | 44 | −1  | 46 |                                      |
| 13 | Montpellier         | 38 | 12 | 7  | 19 | 49 | 61 | −12 | 43 |                                      |
| 14 | Angers              | 38 | 10 | 11 | 17 | 44 | 55 | −11 | 41 |                                      |
| 15 | Troyes              | 38 | 9  | 11 | 18 | 37 | 53 | −16 | 38 |                                      |
| 16 | Lorient             | 38 | 8  | 12 | 18 | 35 | 63 | −28 | 36 |                                      |
| 17 | Clermont            | 38 | 9  | 9  | 20 | 38 | 69 | −31 | 36 |                                      |
| 18 | Saint-Étienne       | 38 | 7  | 11 | 20 | 42 | 77 | −35 | 32 | Vào vòng play-off xuống hạng         |
| 19 | Metz                | 38 | 6  | 13 | 19 | 35 | 69 | −34 | 31 | Xuống chơi tại Ligue 2               |
| 20 | Bordeaux            | 38 | 6  | 13 | 19 | 52 | 91 | −39 | 31 | Xuống chơi tại Ligue 2               |

1. ↑  Nice bị trừ 1 điểm do đế xảy ra bạo loạn mất kiểm soát trên khán đài trong trận gặp Marseille. Họ có thể bị trừ 1 điểm nếu còn để tình trạng này tái diễn thêm một lần nữa. Nice đồng thời phải thi đấu 3 trận sân nhà tiếp theo mà không đón khán giả. Trận đấu giữa 2 đội sẽ được tổ chức đá lại cũng trên sân không khán giả.
2. ↑  Lyon bị trừ 1 điểm do đế xảy ra rắc rối trên khán đài khiến trận gặp Marseille phải hủy bỏ.[1]
3. ↑  Nantes giành quyền tham dự vòng bảng Europa League do là nhà vô địch Cúp bóng đá Pháp 2021–22.

## Kết quả
| Nhà \ Khách   | ANG | BOR | BRE | CLE | LEN | LIL | LOR | OL  | OM  | MET | ASM | MON | FCN | NIC | PSG | REI | REN | STE | STR | TRO |
| ------------- | --- | --- | --- | --- | --- | --- | --- | --- | --- | --- | --- | --- | --- | --- | --- | --- | --- | --- | --- | --- |
| Angers        | —   |     |     |     |     |     | 1–0 | 3–0 | 0–0 | 3–2 |     |     | 1–4 | 1–2 |     |     | 2–0 |     |     |     |
| Bordeaux      | 1–1 | —   |     | 0–2 | 2–3 |     |     |     |     |     |     |     | 1–1 |     | 2–3 | 3–2 | 1–1 |     |     |     |
| Brest         | 1–1 |     | —   |     | 4–0 |     |     |     |     | 1–2 | 2–0 |     |     |     | 2–4 | 1–1 | 1–1 |     |     |     |
| Clermont      |     |     | 1–1 | —   |     | 1–0 |     |     | 0–1 | 2–2 | 1–3 |     |     | 1–2 |     |     |     |     |     | 2–0 |
| Lens          |     |     |     |     | —   | 1–0 | 2–2 |     |     | 4–1 |     |     |     |     |     | 2–0 |     | 2–2 | 0–1 | 4–0 |
| Lille         | 1–1 |     | 1–1 |     | a   | —   |     |     | 2–0 |     |     | 2–1 |     | 0–4 |     | 2–1 |     |     |     |     |
| Lorient       |     | 1–1 | 1–2 | 1–1 |     | 2–1 | —   |     |     |     | 1–0 |     |     | 1–0 |     |     |     |     |     |     |
| Lyon          |     |     | 1–1 | 3–3 | 2–1 |     | 1–1 | —   |     |     | 2–0 |     |     |     |     |     |     |     | 3–1 | 3–1 |
| Marseille     |     | 2–2 |     |     | 2–3 |     | 4–1 |     | —   | 0–0 |     |     |     |     | 0–0 |     | 2–0 | 3–1 |     |     |
| Metz          |     | 3–3 |     |     |     | 3–3 |     |     |     | —   |     |     |     |     | 1–2 | 1–1 | 0–3 | 1–1 |     | 0–2 |
| Monaco        |     | 3–0 |     |     | 0–2 | 2–2 |     |     | 0–2 |     | —   | 3–1 | 1–1 | a   |     |     |     | 3–1 |     |     |
| Montpellier   |     | 3–3 |     |     | 1–0 |     | 3–1 |     | 2–3 |     |     | —   | 2–0 |     |     |     |     | 2–0 | 1–1 |     |
| Nantes        |     |     | 3–1 | 2–1 |     |     |     | 0–1 |     | 2–0 |     |     | —   | 0–2 |     |     | a   |     | 2–2 | 2–0 |
| Nice          |     | 4–0 | 2–1 |     |     |     |     | 3–2 | 1–1 |     | 2–2 | 0–1 |     | —   |     | 0–0 |     |     |     |     |
| Paris SG      | 2–1 |     |     | 4–0 |     | 2–1 |     | 2–1 | a   |     |     | 2–0 | 3–1 |     | —   |     |     |     | 4–2 |     |
| Reims         |     |     |     |     |     |     | 0–0 |     |     |     | 0–0 | 3–3 | 3–1 |     | 0–2 | —   |     |     |     | 1–2 |
| Rennes        |     |     |     | 6–0 | 1–1 |     |     | 4–1 |     |     |     | 2–0 | 1–0 |     | 2–0 | 0–2 | —   |     | 1–0 |     |
| Saint-Étienne | 2–2 | 1–2 |     | 3–2 |     | 1–1 | 1–1 | 1–1 |     |     |     |     |     | 0–3 |     |     |     | —   |     |     |
| Strasbourg    | 0–2 |     | 3–1 |     |     | 1–2 | 4–0 |     |     | 3–0 |     |     |     |     |     | 1–1 |     | 5–1 | —   | 1–1 |
| Troyes        | 1–1 |     |     |     |     |     |     |     |     |     | 1–2 | 1–1 | 2–2 | 1–0 | 1–2 |     |     | 0–1 |     | —   |

### Thứ hạng qua từng vòng đấu
Bảng liệt kê vị trí của các đội sau mỗi tuần thi đấu. Để duy trì diễn biến theo trình tự thời gian, bất kỳ trận đấu nào bị hoãn sẽ không được tính vào vòng đấu mà chúng đã được lên lịch ban đầu, nhưng được thêm vào vòng đấu đầy đủ mà chúng được chơi ngay sau đó.
| Đội ╲ Vòng    | 1      | 2  |   |
| ------------- | ------ | -- | - |
| Đội ╲ Vòng    | Angers | 1  | 1 |
| Bordeaux      | 19     | 16 |   |
| Brest         | 7      | 11 |   |
| Clermont      | 2      | 2  |   |
| Lens          | 8      | 8  |   |
| Lille         | 5      | 18 |   |
| Lorient       | 9      | 7  |   |
| Lyon          | 10     | 17 |   |
| Marseille     | 3      | 6  |   |
| Metz          | 6      | 15 |   |
| Monaco        | 11     | 14 |   |
| Montpellier   | 17     | 13 |   |
| Nantes        | 12     | 5  |   |
| Nice          | 15     | 4  |   |
| Paris SG      | 4      | 3  |   |
| Reims         | 16     | 9  |   |
| Rennes        | 13     | 12 |   |
| Saint-Étienne | 14     | 10 |   |
| Strasbourg    | 20     | 20 |   |
| Troyes        | 18     | 19 |   |

## Play-off xuống hạng
Mùa giải 2021–22 kết thúc với cặp đấu play-off xuống hạng giữa đội xếp thứ 18 Ligue 1, Saint-Étienne, và đội thắng trận bán kết play-off Ligue 2, Auxerre, diễn ra với hai lượt trận.
1st leg
| Auxerre      | 1–1      | Saint-Étienne  |
| ------------ | -------- | -------------- |
| - Perrin 87' | Chi tiết | - Youssouf 15' |

2nd leg
| Saint-Étienne                                     | 1–1 (s.h.p.) | Auxerre                                           |
| ------------------------------------------------- | ------------ | ------------------------------------------------- |
| - Camara 76'                                      | Chi tiết     | - Sakhi 51'                                       |
| Loạt sút luân lưu                                 |              |                                                   |
| - Boudebouz - Nordin - Trauco - Dioussé - Bouanga | 4–5          | - Dugimont - Jubal - Perrin - Charbonnier - Touré |

Tổng tỉ số hòa 2–2, Auxerre thắng 5–4 sau loạt sút luân lưu và lên chơi tại Ligue 1 2022–23; Saint-Étienne xuống chơi tại Ligue 2 2022–23.

## Thống kê

### Top cầu thủ ghi bàn hàng đầu
| Hạng |
| ---- |

### Top cầu thủ kiến tạo hàng đầu
| Hạng | Cầu thủ           | Clb                 | Bàn thắng |
| ---- | ----------------- | ------------------- | --------- |
| 1    | Jonathan David    | Lille               | 8         |
| 1    | Gaëtan Laborde    | Montpellier/Rennes  | 8         |
| 3    | Mohamed Bayo      | Clermont            | 7         |
| 3    | Andy Delort       | Montpellier/Nice    | 7         |
| 3    | Habib Diallo      | Strasbourg          | 7         |
| 3    | Wahbi Khazri      | Saint-Étienne       | 7         |
| 5    | Wissam Ben Yedder | Monaco              | 6         |
| 5    | Ludovic Blas      | Nantes              | 6         |
| 5    | Amine Gouiri      | Nice                | 6         |
| 5    | Kylian Mbappé     | Paris Saint-Germain | 6         |
| 5    | Dimitri Payet     |                     | 6         |